# Điểm đến của Air New Zealand

## Châu Á
- Singapore
  - Sân bay Changi Singapore
- Cộng hoà nhân dân Trung Hoa
  - Thượng Hải - Sân bay quốc tế Phố Đông Thượng Hải
  - Hồng Kông -Sân bay quốc tế Hồng Kông
- Trung Hoa Dân quốc（Đài Loan ）
  - Sân bay quốc tế Đào Viên
- Hàn Quốc
  - Seoul - Sân bay quốc tế Incheon
- Indonesia
  - Denpasar - Sân bay quốc tế Ngurah Rai (season)
- Nhật Bản
  - Osaka - Sân bay quốc tế Kansai (season)
  - Tokyo - Sân bay quốc tế Narita

## Bắc Mỹ
- Canada
  - Vancouver - Sân bay quốc tế Vancouver
- Hoa Kỳ
  - Houston - Sân bay liên lục địa George Bush
  - Honolulu - Sân bay quốc tế Honolulu
  - Los Angeles - Sân bay quốc tế Los Angeles (focus city)
  - Chicago - Sân bay quốc tế O'Hare
  - San Francisco - Sân bay quốc tế San Francisco

## Châu Đại Dương
- Australia
  - Adelaide - Sân bay quốc tế Adelaide
  - Brisbane - Sân bay Brisbane
  - Cairns - Sân bay Cairns
  - Gold Coast - Sân bay Gold Coast
  - Melbourne - Sân bay Melbourne
  - Sunshine Coast - Sân bay Sunshine Coast
  - Perth - Sân bay Perth
  - Sydney - Sân bay quốc tế Kingsfort Smith
- Quần đảo Cook
  - Rarotonga - Sân bay quốc tế Rarotonga
- Fiji
  - Nadi - Sân bay quốc tế Nadi
- Polynésie thuộc Pháp
  - Papeete - Sân bay quốc tế Faa'a
- Nouvelle-Calédonie
  - Nouméa - Sân bay quốc tế La Tontouta
- New Zealand
  - Auckland - Sân bay quốc tế Auckland (Hub)
  - Blenheim - Sân bay quốc tế Blenheim
  - Christchurch - Sân bay quốc tế Christchurch (Hub)
  - Dunedin - Sân bay quốc tế Dunedin
  - Gisborne - Sân bay Gisborne
  - Hamilton - Sân bay quốc tế Hamilton
  - Hokitika - Sân bay Hokitika
  - Invercargill - Sân bay Invercargill
  - Kaitaia - Sân bay Kaitaia
  - Kerikeri - Sân bay Kerikeri
  - Masterton - Sân bay Masterton
  - Napier - Sân bay Napier
  - Nelson - Sân bay Nelson
  - New Plymouth - Sân bay New Plymouth
  - Palmerston North - Sân bay quốc tế Palmerston North
  - Queenstown - Sân bay Queenstown
  - Rotorua - Sân bay Rotorua
  - Tauranga - Sân bay Tauranga
  - Taupo - Sân bay Taupo
  - Timaru - Sân bay Timaru
  - Wanaka - Sân bay Wanaka
  - Wanganui - Sân bay Wanganui
  - Wellington - Sân bay quốc tế Wellington (Hub)
  - Westport - Sân bay Westport
  - Whakatane - Sân bay Whakatane
  - Whangarei - Sân bay Whangarei
- Niue
  - Alofi - Sân bay quốc tế Niue
- Samoa
  - Apia - Sân bay quốc tế Faleolo
- Tonga
  - Nukuʻalofa - Sân bay quốc tế Fuaʻamotu
- Vanuatu
  - Port Vila - Sân bay quốc tế Bauerfield

## Điểm đến trước đây
- Châu Mỹ
  - Hoa Kỳ - Dallas/Fort Worth
- Châu Á
  - Nhật Bản - Fukuoka, Nagoya
  - Hàn Quốc - Seoul
  - Đài Loan - Taipei
  - Indonesia - Denpasar
  - Malaysia - Kuala Lumpur
  - Philippines - Manila
  - Singapore
  - Thái Lan - Bangkok
- Châu Âu
  - Đức - Frankfurt
- Châu Đại Dươngg
  - American Samoa - Pago Pago
  - Australia - Hobart
  - Fiji - Suva
  - New Zealand - Chatham Islands, Greymouth, Kaikohe, Milford Sound, Motueka, Mount Cook, Oamaru, Takaka, Te Anau
  - Papua New Guinea - Port Moresby